# 1,2-dithiol

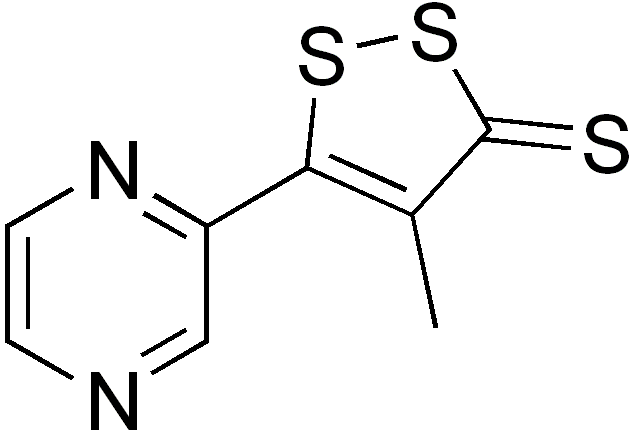
Struktura oltiprazu zahrnuje 1,2-dithiolový kruh.

1,2-Dithiol (systematicky 3H-1,2-dithiol) je heterocyklická sloučenina obsahující pětičlenný cyklus s jednou dvojnou vazbou a dvěma atomy síry; jako 1,2-dithioly se označují i deriváty této sloučeniny, například protinádorové léčivo oltipraz.